# Over and Over (Nelly)
Over and Over è un brano musicale del rapper statunitense Nelly, pubblicato come secondo singolo estratto dall'album Suit il 12 settembre 2004. Il brano fitura il featuring del cantante country Tim McGraw. È stato scritto dallo stesso Nelly insieme a Jayson "KoKo" Bridges & James D. Hargrove. Il singolo è arrivato alla numero 1 nelle classifiche di Australia, Irlanda e Regno Unito e alla numero 3 nella Billboard Hot 100.

## Tracce
CD-Maxi Universal 210 377-0 (UMG) / EAN 0075021037700
1. Over And Over - 4:14
2. Over And Over (Moox Suit Remix) - 3:26
3. Getcha Getcha - 4:37
4. Over And Over (Video)

CD-Single Universal 0750 210 377-1 7
1. Over And Over - 4:14
2. Over And Over (Moox Suit Remix) - 3:26

CD-Maxi Universal 06024 9881551 (UMG) / EAN 0602498815519
1. Over And Over - 4:14
2. Over And Over (Moox Suit Remix) - 3:26
3. Getcha Getcha - 4:37
4. Instrumental (Instrumental) - 4:14

## Classifiche
| Classifica (2005)                | Posizione più alta |
| -------------------------------- | ------------------ |
| U.S. Billboard Hot 100           | 3                  |
| U.S. Billboard Top 40 Mainstream | 11                 |
| U.S. Billboard Top 40 Tracks     | 16                 |
| U.S. Billboard Rhythmic Top 40   | 38                 |
| Svizzera                         | 6                  |
| Austria                          | 7                  |
| Francia                          | 39                 |
| Paesi Bassi                      | 28                 |
| Belgio (Fiandre)                 | 19                 |
| Belgio (Vallonia)                | 4                  |
| Svezia                           | 16                 |
| Norvegia                         | 13                 |
| Danimarca                        | 7                  |
| Australia                        | 1                  |
| Nuova Zelanda                    | 2                  |